# Communauté d’agglomération Portes de France-Thionville
Die Communauté d’agglomération Portes de France-Thionville ist ein französischer Gemeindeverband mit der Rechtsform einer Communauté d’agglomération im Département Moselle in der Region Grand Est. Sie wurde am 30. Dezember 2003 gegründet und umfasst 13 Gemeinden. Der Verwaltungssitz befindet sich in der Stadt Thionville.

## Mitgliedsgemeinden
| Gemeinde                                               | Einwohner 1. Januar 2022 | Fläche km² | Dichte Einw./km² | Code INSEE | Postleitzahl |
| ------------------------------------------------------ | ------------------------ | ---------- | ---------------- | ---------- | ------------ |
| Angevillers                                            | 1.357                    | 8,71       | 156              | 57022      | 57440        |
| Basse-Ham                                              | 2.318                    | 10,05      | 231              | 57287      | 57970        |
| Fontoy                                                 | 3.163                    | 16,88      | 187              | 57226      | 57650        |
| Havange                                                | 451                      | 9,65       | 47               | 57305      | 57650        |
| Illange                                                | 1.785                    | 5,65       | 316              | 57343      | 57970        |
| Kuntzig                                                | 1.365                    | 4,51       | 303              | 57372      | 57970        |
| Lommerange                                             | 383                      | 7,97       | 48               | 57411      | 57650        |
| Manom                                                  | 3.074                    | 10,39      | 296              | 57441      | 57100        |
| Rochonvillers                                          | 205                      | 5,64       | 36               | 57586      | 57840        |
| Terville                                               | 7.609                    | 3,83       | 1.987            | 57666      | 57180        |
| Thionville                                             | 42.778                   | 49,89      | 857              | 57672      | 57100        |
| Tressange                                              | 2.464                    | 9,36       | 263              | 57678      | 57710        |
| Yutz                                                   | 17.497                   | 13,97      | 1.252            | 57757      | 57970        |
| Communauté d’agglomération Portes de France-Thionville | 84.449                   | 156,50     | 540              | –          | –            |